# Incêndios florestais da Rússia em 2010
Durante o verão de 2010, na Rússia, houve uma série de incêndios florestais, principalmente na região ocidental, entre finais de julho e meados de agosto, devido às temperaturas anormalmente elevadas que constituíram um recorde (verão mais quente da história da Rússia) e à seca na região. O presidente russo, Dmitri Medvedev, declarou o estado de emergência em sete regiões por causa dos incêndios, enquanto outras 28 regiões ficaram sob estado de emergência devido às más condições atmosféricas, nomeadamente em Moscovo que durante dias ficou coberta com smog. Estima-se que os incêndios provocaram prejuízos de cerca de 15 000 milhões de dólares.

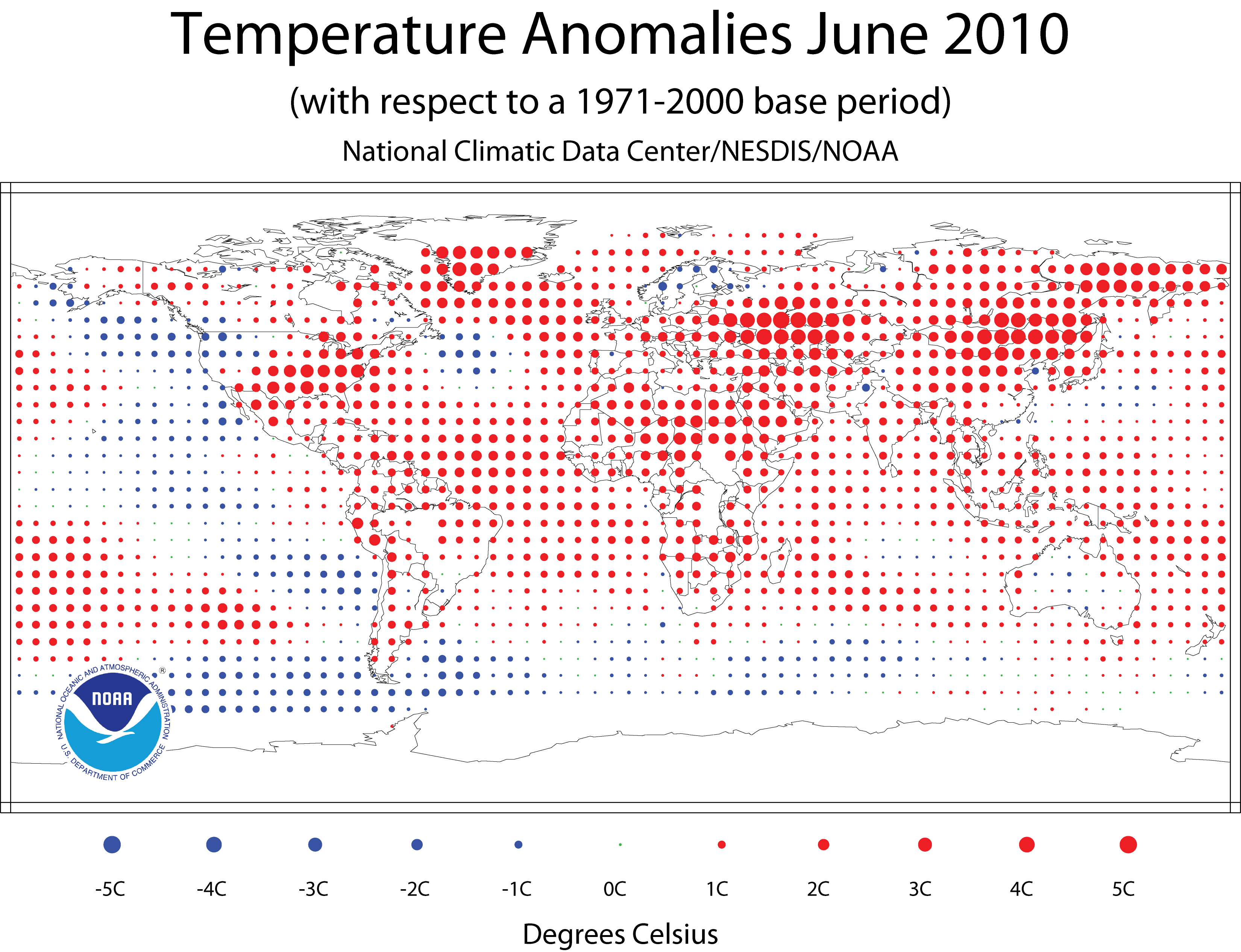
Anomalias da temperatura globais durante junho de 2010: é visível uma região na Rússia com temperaturas 4 a 5°C acima da média local.

Durante 2010, a Rússia teve um clima seco e muito quente a partir de finais de maio e até princípios de junho. Em 12 de junho as temperaturas alcançaram 35 °C, valor em si mesmo anómalo para este país (em geral raras vezes as temperaturas médias de junho ultrapassam os 30 °C). Durante a segunda quinzena de junho, algumas regiões russas (como a República de Sakha), situadas principalmente na Ásia, e também zonas com taiga, registaram temperaturas de 38 a 40 °C. Este padrão de onda de calor moveu-se lentamente para oeste até aos montes Urais, e em julho permaneceu na Rússia Europeia.
Em 25 de junho registou-se uma nova temperatura recorde na zona asiática da Rússia, em Belogorsk, óblast de Amur, de 42,3 C. Um novo recorde para a temperatura mais elevada na Rússia foi atingido em 11 de julho, com 44 °C, em Yashkul, Calmúquia (zona europeia).
As temperaturas médias na região aumentaram para mais de 35 °C. A média máxima para a zona europeia chegou a 40 °C em 26 de julho durante o dia. Durante julho, uma grande parte da Rússia Europeia teve temperaturas de mais de 7 °C acima das normais para esta época.